# Perilampomyia notatifrons
Perilampomyia notatifrons är en stekelart som beskrevs av Girault 1916. Perilampomyia notatifrons ingår i släktet Perilampomyia och familjen puppglanssteklar. Inga underarter finns listade i Catalogue of Life.